# جاناتان گلیزر
جاناتان گلیزر (انگلیسی: Jonathan Glazer؛ زادهٔ ۲۶ مارس ۱۹۶۵) کارگردانی انگلستانی است که در زمینه ساخت فیلم‌های سینمایی و تبلیغاتی و همچنین ساخت موزیک ویدئو فعالیت می‌کند.

## کارگردانی

### فیلم‌های بلند
| سال  | عنوان          | کارگردان | فیلم‌نامه‌نویس | توضیحات                                       |
| ---- | -------------- | -------- | ------------ | --------------------------------------------- |
| ۲۰۰۰ | جانور سکسی     | آری      | نه           |                                               |
| ۲۰۰۴ | تولد           | آری      | آری          | نویسندهٔ مشترک با ژان-کلود کاریر پو میلو آدیکا |
| ۲۰۱۳ | زیر پوست       | آری      | آری          | نویسندهٔ مشترک با والتر کمبل                   |
| ۲۰۲۳ | منطقه مورد نظر | آری      | آری          |                                               |

## فعالیت بشر دوستانه
او در اسکار ۲۰۲۴ از اقدامات اسراییل و کشتار مردم انتقاد کرد